# Marit Fiane Christensen
Marit Fiane Christensen (ur. 11 grudnia 1980 w Vestby) – norweska piłkarka grająca na pozycji obrońcy, zawodniczka Røa Idrettslag i reprezentacji Norwegii, wicemistrzyni Europy z 2005, uczestniczka Mistrzostw Świata 2003 rozegranych w Stanach Zjednoczonych oraz Mistrzostw Świata 2007 rozegranych w Chinach, gdzie Norwegia zajęła IV miejsce. Uczestniczyła też w turnieju olimpijskim w Pekinie (2008).